# ケープタウン・スタジアム
ケープタウン・スタジアム（Cape Town Stadium）は、南アフリカ共和国ケープタウンにあるスタジアムである。ネーミングライツにより、DHLスタジアム（DHL Stadium）という。

## 概要
スタジアムはグリーンポイントに位置し、大西洋に面している。2010 FIFAワールドカップのスタジアムとしては最南端の会場であり、準決勝1試合、準々決勝1試合を含め8試合が行われた。騒音減衰目的の外壁に覆われる外観の多目的スタジアムで、収容人数は64,100名で、2009年12月完成。ワールドカップ後は、収容人数は55,000名に変更される。

## 旧スタジアム
旧スタジアムはキャパシティ18,000名収容の陸上競技場であり、2003年には46664コンサートが同スタジアムで行われた。しかし2010 FIFAワールドカップ開催決定により2007年に閉場した。

## 新スタジアム
新スタジアムはW杯開催に向けて、2008年8月にスタッド・ド・フランスが管理することになった。W杯後はラグビー・サッカーの試合が中心で運用される。ケープタウンには、もう一つの世界標準のスタジアム、ニューランズ・スタジアムが有る。このニューランズ・スタジアムは、ラグビーユニオンのストーマーズとウェスタン・プロヴィンスのホームスタジアムとなっており、主にラグビーの試合会場として使われる。これに対し、グリーンポイント・スタジアムはアヤックス・ケープタウンFCやサントスFCなどのケープタウンを本拠地にしたプロサッカークラブによる使用が期待されている。
2010年7月15日にアヤックス・ケープタウンFCが、2010-11シーズンよりホームスタジアムにすることを、同チームの公式ホームページ上で発表した。
デザイン段階から、水やエネルギー利用の効率性を考慮して設計されるなど地球環境に配慮。また、旧スタジアムを取り壊した際に発生した構成物質の95%が、再利用された。
また、夏にはコンサートの開催が多くあり、これまでにU2、ワン・ダイレクション、ボン・ジョヴィ、ニール・ダイヤモンド、コールドプレイ、キングス・オブ・レオン、ジャスティン・ビーバー、リンキン・パーク、レディー・ガガ、レッド・ホット・チリ・ペッパーズ、リアーナ、エミネム、フー・ファイターズ、マイケル・ブーブレらがライブを行った。
2015-16シーズンではHSBC SVNSの南アフリカ大会会場として使用。2022年はW杯が当地で開催された。